# ABC (journal)
Pour les articles homonymes, voir ABC.
ABC est un quotidien espagnol fondé à Madrid en 1903 par le marquis Torcuato Luca de Tena y Álvarez Ossorio. Journal de l'aristocratie et de la bourgeoisie, de tendance conservatrice et monarchiste, il soutient d'abord Alphonse XIII, puis Juan de Borbón, avant de se rallier à son fils, le roi Juan Carlos Ier.
Il appartient aujourd'hui au groupe Vocento, qui édite aussi l'ABC de Séville, et il tire à 280 000 exemplaires.

## Historique
Sa ligne éditoriale est généralement reconnue comme catholique, monarchiste et politiquement  de droite. ABC a un style particulier : les pages sont agrafées, avec une grande photo à la une. Il est le doyen des quotidiens espagnols édités à Madrid.
Torcuato Luca de Tena y Álvarez Ossorio emploie Sofía Casanova comme correspondante de guerre du journal en Pologne et en Russie entre 1915 et 1936 et publiera des centaines de ses articles.
À partir de 1988, ABC propose des suppléments dominicaux, dont Blanco y Negro, qui a changé plusieurs fois de nom avant de disparaître.